# Луміар (станція метро)
38°46′22″ пн. ш. 9°9′33.50″ зх. д. / 38.77278° пн. ш. 9.1593056° зх. д.
Луміа́р (порт. Lumiar) — станція Лісабонського метрополітену. Знаходиться у північній частині міста Лісабона, в Португалії. Розташована на Жовтій лінії (або Соняшника), між станціями «Кінта-даш-Коншаш» і «Амейшоейра». Станція берегового типу, глибокого закладення. Введена в експлуатацію 27 березня 2004 року в рамках пролонгації метрополітену у північному напрямку до міста Одівелаша. Розташована в першій зоні, вартість проїзду в межаї якої становить 0,75 євро. Назва станції походить від назви однойменної міської громади, де вона локалізована.

## Опис
За декорацією станція нагадує інші 4 станції цього відрізку Жовтої лінії («Кінта-даш-Коншаш», «Амейшоейра», «Сеньйор-Роубаду», «Одівелаш»), оскільки усі вони були побудовані і введені в дію в один і той же час. Архітектор — Dinis Gomes, художні роботи виконали António Moutinho, Marta Lima, Susete Rebelo. Станція має лише один вестибюль підземного типу, що має три основних виходи на поверхню, а також ліфт для людей з фізичним обмеженням. На станції заставлено тактильне покриття. 

## Режим роботи[5]
Відправлення першого поїзду відбувається з кінцевих станцій лінії:
- ст. «Рату» — 06:30
- ст. «Одівелаш» — 06:30

Відправлення останнього поїзду відбувається з кінцевих станцій лінії:
- ст. «Рату» — 01:00
- ст. «Одівелаш» — 01:00

## Галерея зображень

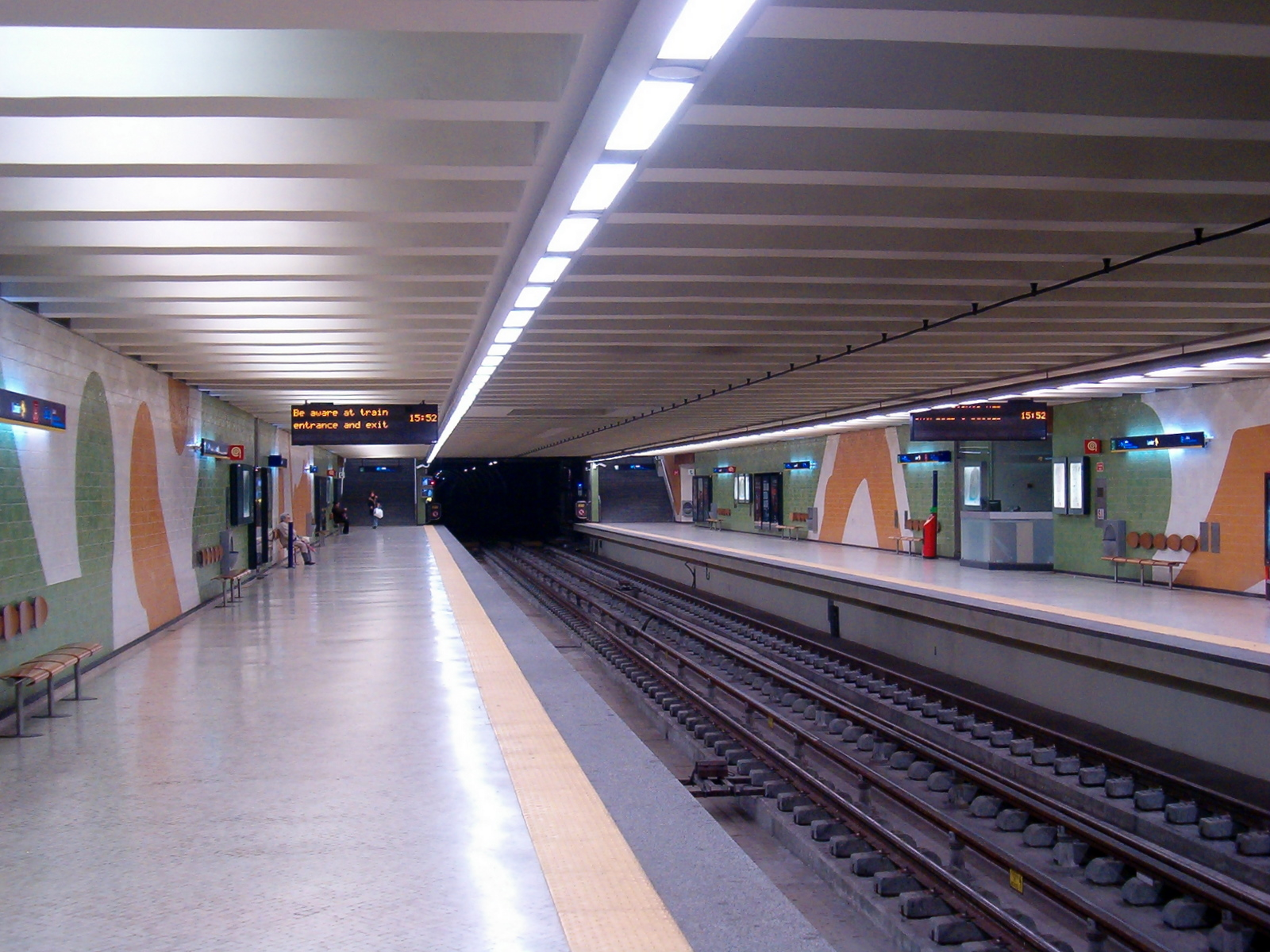
Посадкові платформи станції
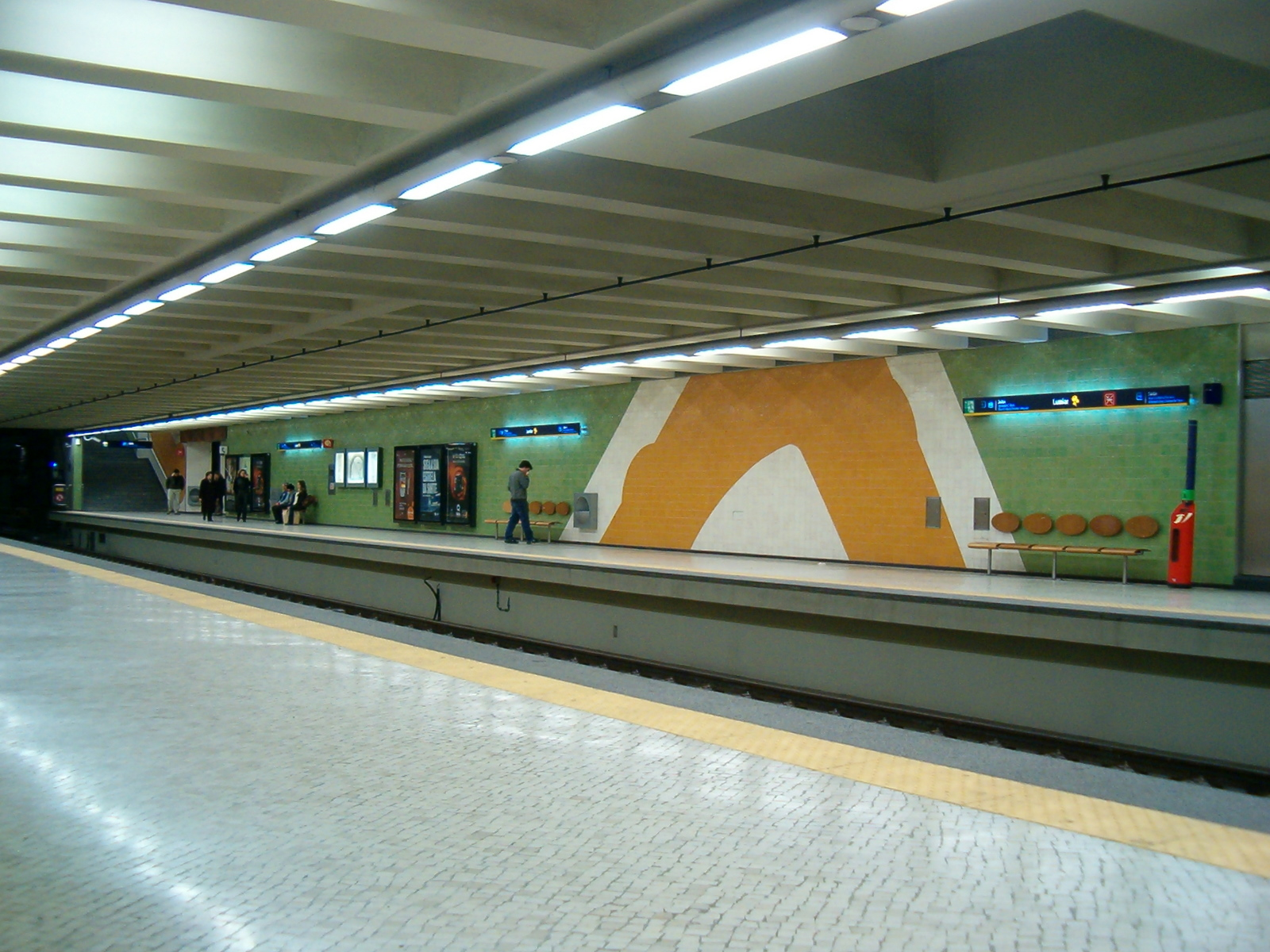
Декорація стін
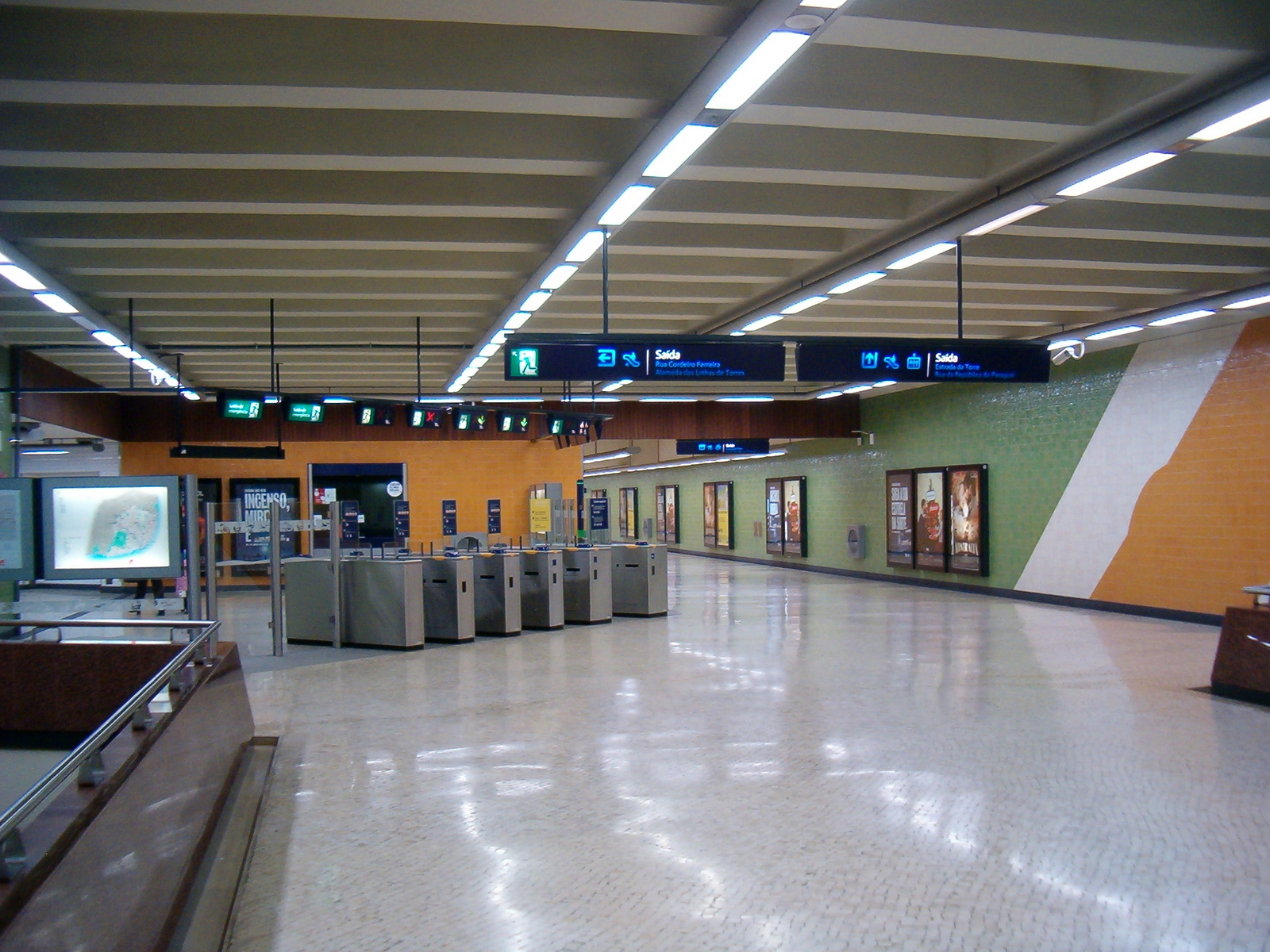
Пропускні турнікети
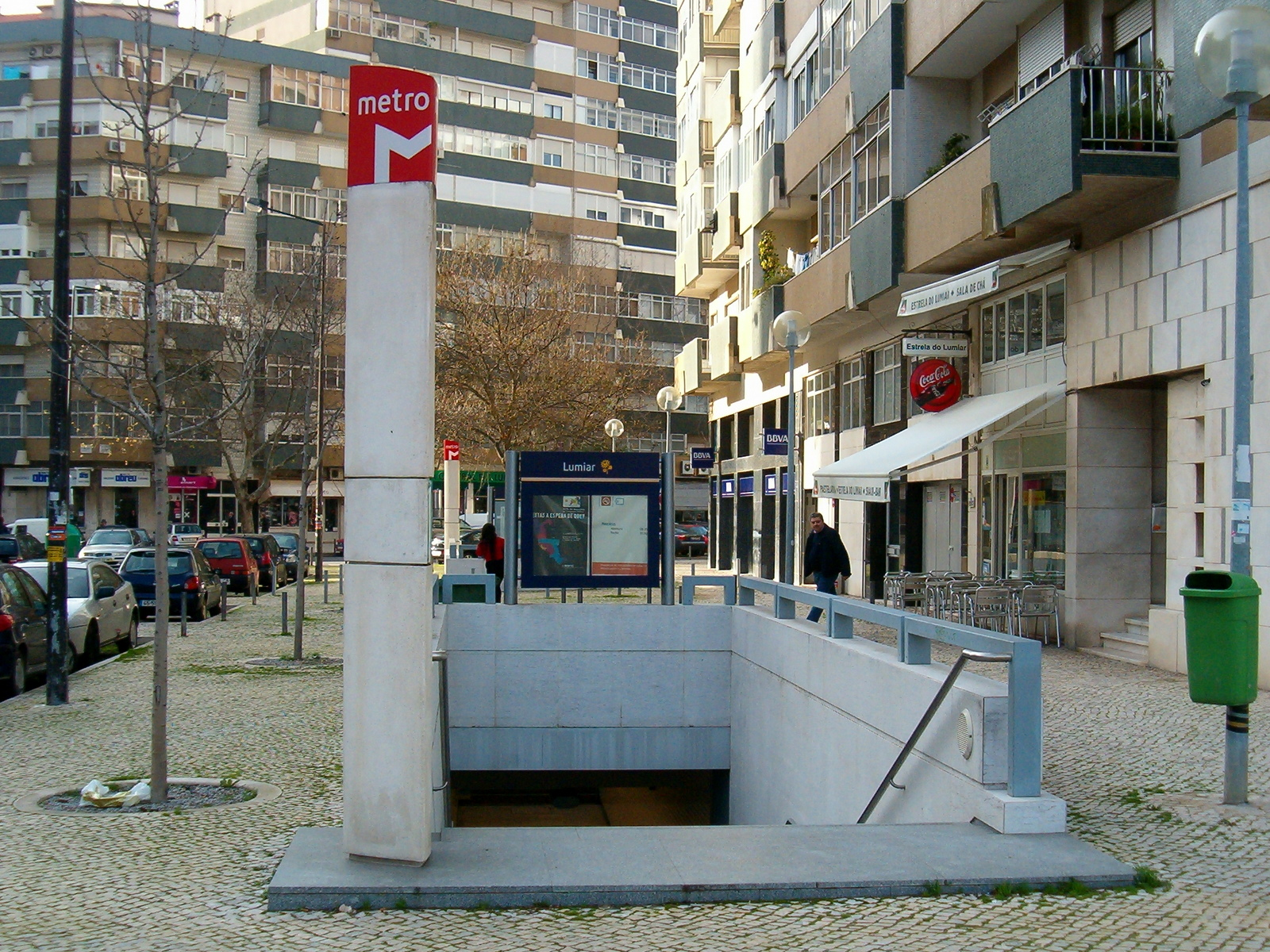
Вхід з вулиці